# Hitzfeld (Adelsgeschlecht)

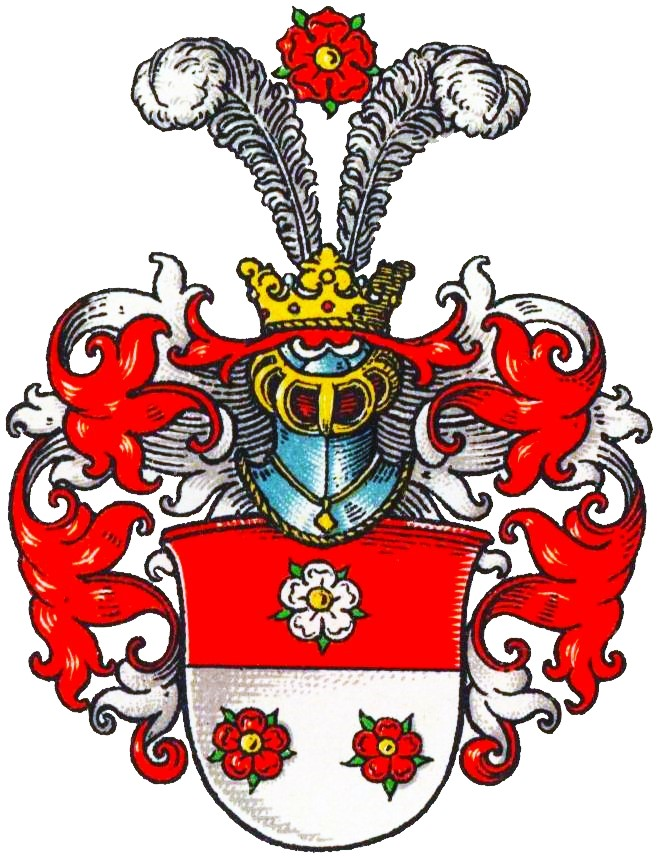
Wappen derer von Hitzefeld im Wappenbuch des Westfälischen Adels

Hitzfeld (auch Hitzefeld, Heitzfelder o. ä.) ist der Name eines erloschenen niedersächsischen Adelsgeschlechts.

## Geschichte
Das Geschlecht war im Hannoverschen ansässig und stand im 17. Jahrhundert in kurbrandenburgischen Militärdiensten. Um 1630 war der kurbrandenburgische Oberst Otto von Hitzfeld mit Agnes von Wuthenow verheiratet. Johann Leopold von Hitzfeld war 1706 Befehlshaber des Kurhannoverschen Infanterieregiments No. 1-A.
In der Grafschaft Hoya besaß die Familie bereits 1468 Borwede, noch 1777 Drakenburg und 1804 Schwanewede im Bremenschen. Um 1600 erwarb Heinrich von Hitzfeld das Rittergut Övelgönne in Bücken von der Familie Frese. Sein Enkel Otto von Hitzfeld ließ 1658 die Fachwerkbauten errichten, die noch heute erhalten sind. 1681 wurde das Gut an Landsyndikus Johann David Strube verkauft.

## Wappen
Blasonierung: Von Rot und Silber geteilt, oben eine silberne, unten zwei rote Rosen nebeneinander. Auf dem gekrönten Helm zwei silberne Straußenfedern, dazwischen eine rote Rose.